# Boa Vista
Boa Vista là một đô thị thuộc bang Paraíba, Brasil. Đô thị này có diện tích 476,539 km², dân số năm 2007 là 5578 người, mật độ 11,7 người/km².